# Lophoceps quinquepuncta
Lophoceps quinquepuncta is een vlinder uit de familie wespvlinders (Sesiidae), onderfamilie Sesiinae.
Lophoceps quinquepuncta is voor het eerst wetenschappelijk beschreven door Hampson in 1919. De soort komt voor in het Afrotropisch gebied.